# Loudetiopsis chrysothrix
Loudetiopsis chrysothrix là một loài thực vật có hoa trong họ Hòa thảo. Loài này được (Nees) Conert mô tả khoa học đầu tiên năm 1957.